# William Spring (1er baronnet)

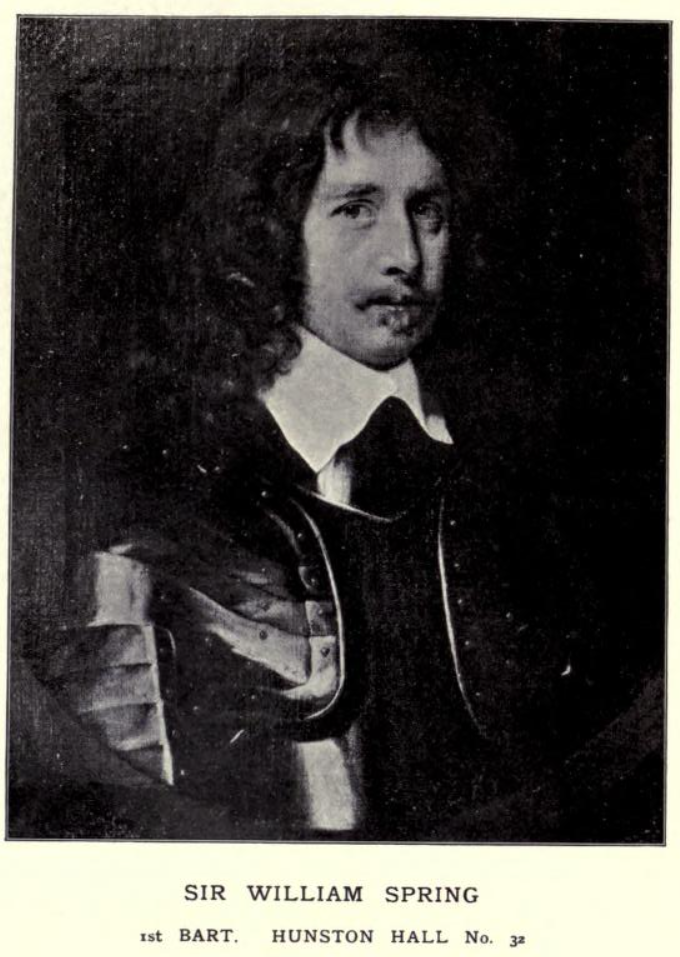
Sir William Spring, 1er baronnet, d'après un portrait de Cornelius Johnson

Sir William Spring, 1er baronnet (1613 - 17 décembre 1654) est un homme politique parlementaire anglais et membre de la famille Spring de Pakenham, Suffolk.

## Biographie
William est le fils de Sir William Spring (mort en 1637) et de sa femme Elizabeth Smith. Comme son père, il fait ses études à l'Emmanuel College de Cambridge. Seul fils survivant, il hérite des terres familiales de son père, notamment Pakenham Hall et Cockfield Hall. Il vit pendant de nombreuses années à Newe House, Pakenham, qu'il a achetée à Sir Robert Bright.
Spring est fait chevalier par Charles Ier et est haut shérif du Suffolk en 1641. Au cours des émeutes antipapistes de Stour Valley en août 1642, Sir William reçoit l'ordre du Parlement de fouiller Hengrave Hall, la maison de sa cousine, Lady Penelope Darcy, où l'on pensait que des armes pour une insurrection catholique étaient entreposées. Il est créé baronnet, de Pakenham dans le Baronetage d'Angleterre, le 11 août 1642 par Charles Ier, malgré le fait que Spring soit largement connu comme un parlementaire engagé qui s'oppose ouvertement à la politique du roi.
Tout au long de la guerre civile, Spring parcourt les comtés de l'est de l'Angleterre, aidant à recruter des soldats pour l'armée parlementaire et à maintenir le contrôle du Parlement sur l'East Anglia. Bien qu'il n'y ait aucune preuve que Sir William se soit engagé dans un combat armé au nom de la cause du Parlement, il est un membre éminent du comité de Bury St. Edmunds de l'Association de l'Est, qui recrute des hommes pour les Ironsides de Cromwell. Il est en correspondance régulière avec Oliver Cromwell, qui écrit notamment à Spring à propos de la Good Old Cause. À l'été 1643, Spring refuse de reconnaître une troupe d'Ironsides levée par le capitaine Raphe Margery, car Spring considère Margery, qui n'est pas issu d'une famille de la noblesse, comme étant trop basse pour mener les hommes au combat. Cromwell intervient, disant à Spring qu'il ne se soucie pas de la classe sociale de ses soldats, tant qu'ils croient en la cause du Parlement. En septembre 1643, Cromwell écrit à Spring, disant : Je préfère avoir un simple capitaine roux qui sait pour quoi il se bat et aime ce qu'il sait, que ce que vous appelez un gentleman et qui n'est rien d'autre . Il est un ami fidèle de Sir Nathaniel Barnardiston de Kedington, un avocat notable de la cause puritaine, à la mort duquel il écrit une élégie acrostiche. Spring est élu en 1645 au Long Parlement pour Bury St Edmunds, et siège de 1646 à 1648, lorsqu'il est chasse par la Purge de Pride. Spring siège au premier parlement du protectorat du Suffolk en 1654 et meurt à la fin de cette année-là. Il est enterré le 19 décembre et son fils aîné Guillaume lui succède.

## Famille
William épouse Elizabeth L'Estrange, la fille de Lady Alice et de Sir Hamon L'Estrange, avec qui il a six enfants :
- William Spring, 2e baronnet (1642-1684), qui épouse Mary, fille de Dudley North, 4e baron North (sans descendance) et en secondes noces, Sarah, fille de Sir Robert Cordell, 1er baronnet de Melford Hall, Suffolk, avec qui il a trois enfants.
- Thomas Spring, mort célibataire en 1677, membre du Gonville and Caius College, Cambridge.
- John Spring qui voyage et s'installe dans le Nouveau Monde, devenant un membre éminent et un homme politique à Watertown MA
- Elizabeth Spring, décédée célibataire
- Catherine Spring, mariée (1er) Capt. Laurence, (2e) John Palgrave
- Dorothy Spring (1648-1714/15), épouse Sir Christopher Calthorpe en 1664